# CHAOSS
CHAOSS (カオス) は Linux Foundation 傘下のプロジェクトの一つ。

## 概要
CHAOSS プロジェクトは、オープンソースの開発元のプロジェクトの健全性が判断できるような指標を作成することを目的としている。 

## 健全性
現代のソフトウェアの開発にはオープンソースソフトウェアの利用が欠かせないものとなっている。商用のソフトウェア開発プロジェクトでもオープンソースソフトウェアの採用がすすんでいるが、オープンソースソフトウェアを利用するにあたって、オープンソースライセンス、ソフトウェア品質に加えて、その開発元のプロジェクトが健全であることが求められている。
オープンソースの利用者の立場から考えると、開発元のプロジェクトが健全であれば、そのオープンソースソフトウェアの開発元のプロジェクトが持続可能と考えられるからである。不健全な開発元プロジェクトはそのオープンソースソフトウェアを含めたソフトウェアをサポートしている間に開発が停止する可能性が高く、健全な開発元のプロジェクトより、リスクが高いと判断できる。そのため、類似のオープンソースソフトウェアがある場合の採用可否の判断に健全性を使うことができる。
また、オープンソースソフトウェアを支援する立場から考えると、オープンソースソフトウェアのうち、重要で開発元が不健全なプロジェクトの放置はリスクが高いなどと支援対象の判断に健全性を使うことができる。

## CHAOSS の目的
CHAOSSプロジェクトの目的は次のとおり。
- 開発プロジェクトやコミュニティの健全性を測定する、実装に依存しない標準的な指標の確立
- ソフトウェアコミュニティの発展を分析するために統合したオープンソースソフトウェアを制作
- オンライン上の追跡できるデータだけでは達成できない指標を展開するためのプログラム開発
- 再現性のある、プロジェクト健全性レポートの作成

## メトリクス(指標)
CHAOSS プロジェクトは健全性の指標の例としてCommon Metricsを定めている。
Common Metrics では Contributions, Time, People, Place の4ジャンルに分れている。

## 関連
- ohloh 健全性はないが、有名なオープンソース開発元プロジェクトのメタデータを収集、表示するWEBサイト。現在は openhub。